# XXIII Conferenza delle Parti dell'UNFCCC

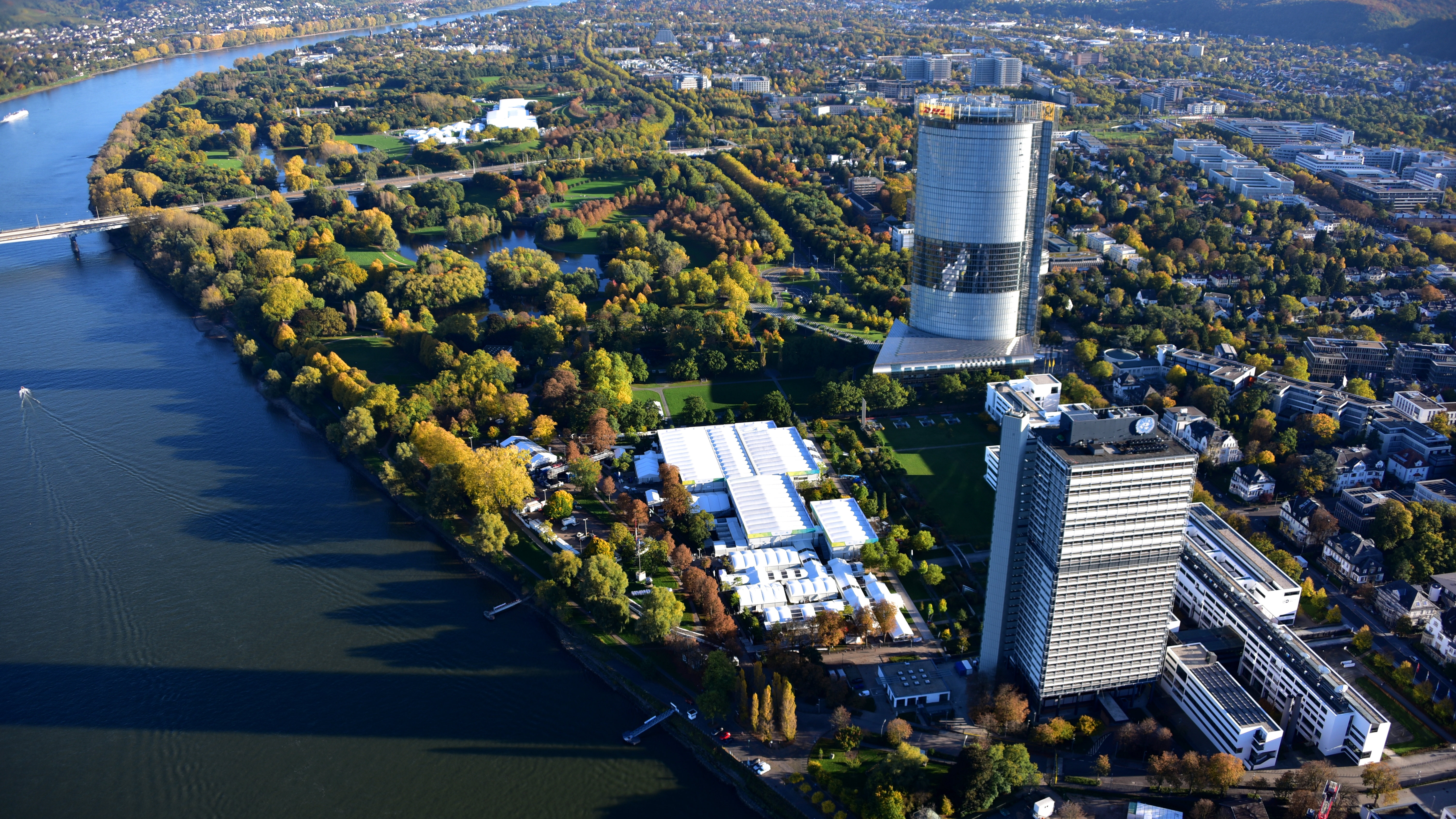
Veduta aerea della "Bula Zone"

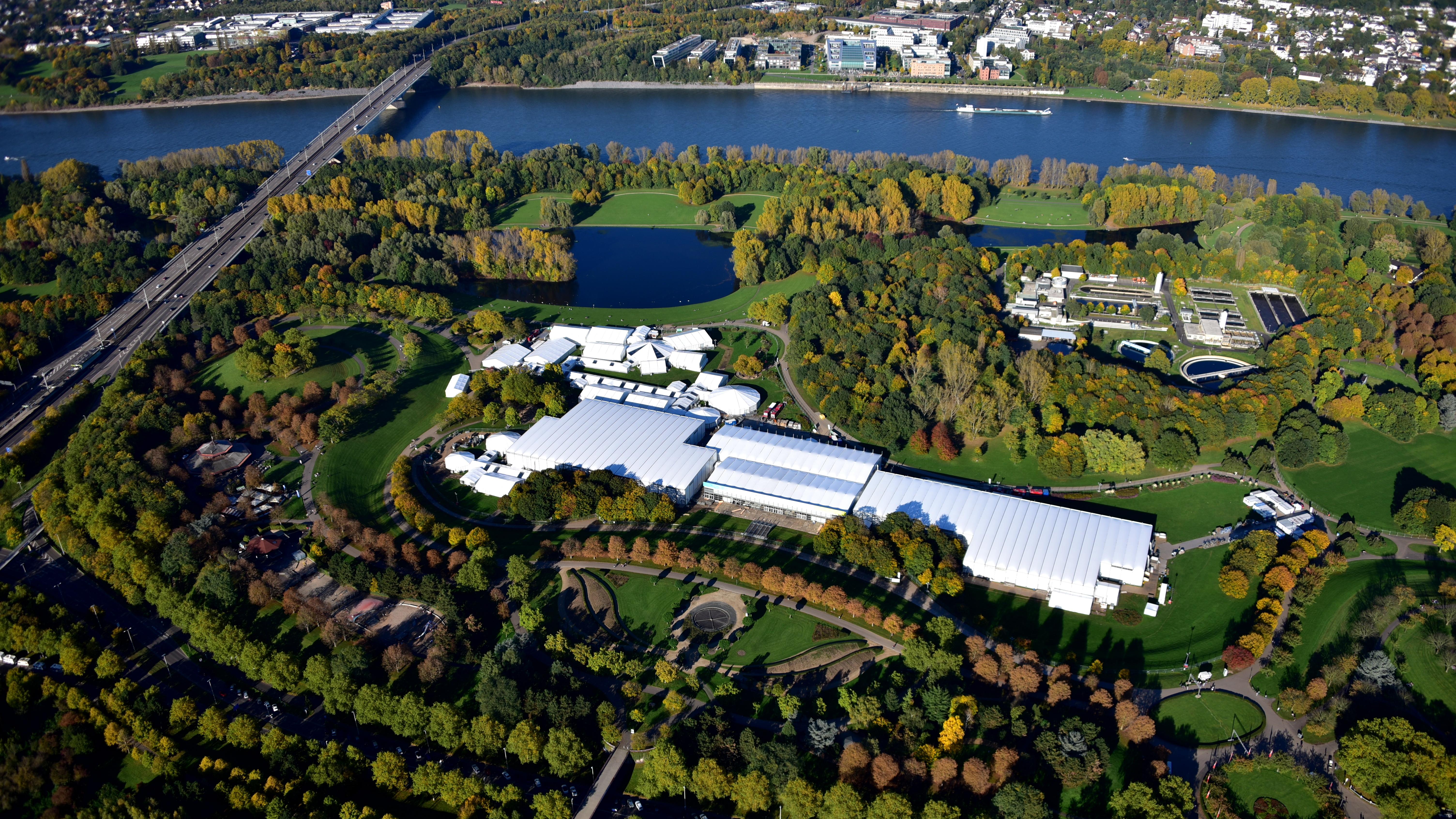
Veduta aerea della "Bonn Zone"

La Conferenza delle Nazioni Unite sui cambiamenti climatici del 2017, conosciuta anche come COP23, è stata la XXIII Conferenza delle Parti della Convenzione quadro delle Nazioni Unite sui cambiamenti climatici e si è tenuta dal 6 al 17 novembre 2017. La COP28 comprende anche la 13ª Conferenza delle Parti del Protocollo di Kyoto (CMP13), la seconda parte della 1ª Conferenza delle Parti dell'Accordo di Parigi (CMA1.2), la 47ª sessione dell'Organismo sussidiario per la consulenza scientifica e tecnologica (SBSTA47) e la 47ª sessione dell'Organismo sussidiario per l'attuazione (SBI47).

## Presidenza
La COP23 è stata presieduta dal primo ministro di Figi Frank Bainimarama. Per la prima volta una Conferenza delle Parti è stata assegnata a un piccolo stato insulare in via di sviluppo.
Per motivi organizzativi la Conferenza è stata ospitata presso il Campus delle Nazioni Unite a Bonn, ribattezzato per l'occasione «Bula Zone». Il governo tedesco ha fornito un considerevole sostegno, pari a oltre 117 milioni di euro, per la costruzione delle strutture della Conferenza.
La società civile è stata ospitata nel Rheinaue Park di Bonn, ribattezzato «Bonn Zone», all'interno del quale si trovava il padiglione "Climate Action Center" di circa 2500 m² che, con il motto «We are still in» (siamo ancora dentro), era la sede della delegazione non ufficiale degli Stati Uniti alla quale partecipavano, tra gli altri, l'ex sindaco di New York Michael Bloomberg e il governatore della California Jerry Brown.

## Partecipanti
Alla Conferenza sono intervenuti 16 028 partecipanti in rappresentanza di 194 Parti (Stati), uffici e agenzie delle Nazioni Unite, organizzazioni intergovernative, organizzazioni non governative e mezzi di comunicazione.
È la prima Conferenza delle Parti dopo che il presidente Donald Trump ha annunciato che gli Stati Uniti si sarebbero ritirati dall'Accordo di Parigi.
La delegazione ufficiale degli Stati Uniti era guidata dal consigliere David Banks.

## Risultati
Sono stati compiuti progressi significativi sulle cosiddette linee guida di attuazione dell'Accordo di Parigi, che sono i dettagli che determineranno il modo in cui l'Accordo funzionerà nella pratica.
La COP23 ha dato il via al Fiji Momentum for Implementation, che ha rafforzato la necessità di un'azione urgente e di una maggiore ambizione.
Le Parti hanno concordato di finalizzare le linee guida di attuazione alla COP24.

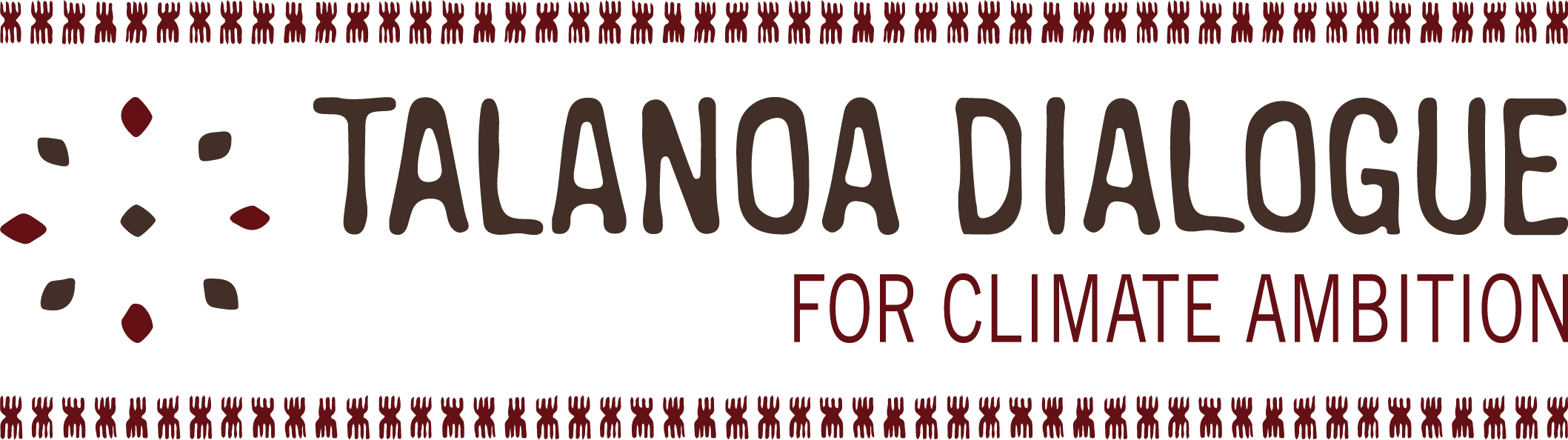

La Presidenza di figiana della COP23 ha annunciato la sua impostazione al Dialogo Talanoa (Talanoa Dialogue), precedentemente noto come Dialogo facilitativo. Il Dialogo Talanoa è un processo inclusivo e partecipativo progettato per consentire ai paesi di valutare i progressi compiuti sinora verso il raggiungimento a lungo termine dell'Accordo di Parigi e per aiutarli ad aumentare l'ambizione dei rispettivi Contributi determinati a livello nazionale entro il 2020. Il Dialogo Talanoa è un precursore dei bilanci globali (Global stocktake) che avranno luogo ogni cinque anni a partire dal 2023.
In merito alle azioni da intraprendere prima del 2020 è emersa una spaccatura tra i paesi sviluppati e i paesi in via di sviluppo. Il primo giorno della Conferenza, i paesi in via di sviluppo, tra cui Cina e India, hanno chiesto un punto all'ordine del giorno per discutere questo tema, che si riferisce ai tagli alle emissioni di gas serra che i paesi sviluppati sono tenuti a effettuare prima del 2020, come previsto dal Protocollo di Kyoto.
I paesi sviluppati si sono opposti a questa richiesta, sostenendo che la questione sarebbe stata meglio affrontata in altri consessi.
Al termine dei negoziati le Parti hanno concordato di tenere ulteriori sessioni di bilancio globale nel 2018 e nel 2019 per esaminare i progressi nella riduzione delle emissioni, nonché di produrre due valutazioni sui finanziamenti per il clima nel 2018 e nel 2020. Diversi paesi europei, tra cui Regno Unito, Germania e Spagna, hanno ratificato l'emendamento di Doha durante la COP23.
Sempre durante la COP23 la Siria ha annunciato che avrebbe firmato l'Accordo di Parigi, lasciando che gli Stati Uniti siano l'unico Stato ad aver rifiutato l'accordo.
I paesi sviluppati e i paesi in via di sviluppo hanno inoltre concordato di tenere un dialogo tra esperti nel 2018 sulla controversa questione perdite e danni, che esplorerà le opzioni per mobilitare competenze, tecnologia e sostegno per le vittime del cambiamento climatico e informerà la prossima revisione del Meccanismo internazionale di Varsavia nel 2019.
Le Parti hanno raggiunto una decisione storica sull'agricoltura dopo sei anni di stallo: l'accordo sottoscritto ha istituito il Koronivia Joint Work on Agriculture per sviluppare e attuare nuove strategie di mitigazione e adattamento del settore agricolo.
Le Parti hanno inoltre finalizzato il Piano d'azione sulla parità di genere (Gender Action Plan) e la Piattaforma per le comunità locali e le popolazioni indigene (Local Communities and Indigenous Peoples Platform), entrambi progettati per aumentare la partecipazione dei gruppi tradizionalmente emarginati dai negoziati sul cambiamento climatico delle Nazioni Unite.
Un gruppo di 30 paesi, tra i quali Italia, Regno Unito, Canada e Nuova Zelanda, ha lanciato l'iniziativa Powering Past Coal Alliance (PPCA) con l'obiettivo di eliminare gradualmente il carbone dalla produzione di energia entro il 2030.
Alla COP23 ha partecipato l'organizzazione ambientalista Te Ara Whatu, fondata dalla maori India Logan-Riley, prima delegazione di giovani indigeni a partecipare a una conferenza climatica delle Nazioni Unite.

## Commenti
Mercoledì 15 novembre 2017 si è tenuto il segmento di «alto livello» con la partecipazione di 30 capi di Stato e di governo.
Il segretario generale delle Nazioni Unite António Guterres, dopo aver visto di persona le devastazioni causate dagli uragani nei Caraibi ha commentato: «Il danno catastrofico del cambiamento climatico è alle porte e quando la linea del fronte è devastata, l'intero esercito è perduto», inveendo contro gli 825 miliardi di dollari investiti nei combustibili fossili nel 2016. «Dobbiamo smettere di scommettere su un futuro insostenibile».
La cancelliera tedesca Angela Merkel ha affermato: «Il cambiamento climatico è una questione che determina il nostro destino come umanità e determinerà il benessere di tutti noi».
La cessazione dell'uso del carbone per la produzione di energia è una questione chiave per le organizzazioni ambientaliste, gli investimenti delle aziende e nei negoziati per formare una coalizione Giamaica con i Verdi e il Partito Liberale Democratico dopo le elezioni federali di settembre.
Il presidente francese Emmanuel Macron: «La lotta contro il cambiamento climatico è di gran lunga la lotta più significativa dei nostri tempi. [...] Il cambiamento climatico aggiunge ulteriore ingiustizia a un mondo già ingiusto».
Ali Bongo Ondimba, presidente del Gabon e coordinatore del Comitato dei capi di Stato e di governo africani sul cambiamento climatico (CAHOSCC), nel segnalare l'urgenza di un'azione più rapida: «Il fuoco è proprio sotto i nostri piedi. Ecco perché esprimo l'estrema preoccupazione dell'Africa alla luce dell'aumento dei disastri legati al cambiamento climatico. L'Africa soffre quotidianamente perdite e danni».
Baron Waqa, presidente di Nauru e rappresentante dei piccoli stati insulari: «È giunto il momento che i paesi sviluppati si assumano le proprie responsabilità. Il problema è la mancanza di risorse».
Il dodicenne figiano Timoci Naulusala, riferendosi al ciclone Winston del febbraio 2016, ha detto: «La mia casa, la mia scuola, le fonti di cibo, denaro, acqua, sono stati completamente distrutti. Il mio villaggio un tempo bellissimo, che chiamavo casa, è un arido deserto. Il cambiamento climatico è reale, non un sogno».
Frank Bainimarama, primo ministro di Figi e presidente della Conferenza: «Non stiamo semplicemente negoziando le parole su una pagina, ma rappresentiamo tutto il nostro popolo e i luoghi che chiamiamo casa».

### Proteste

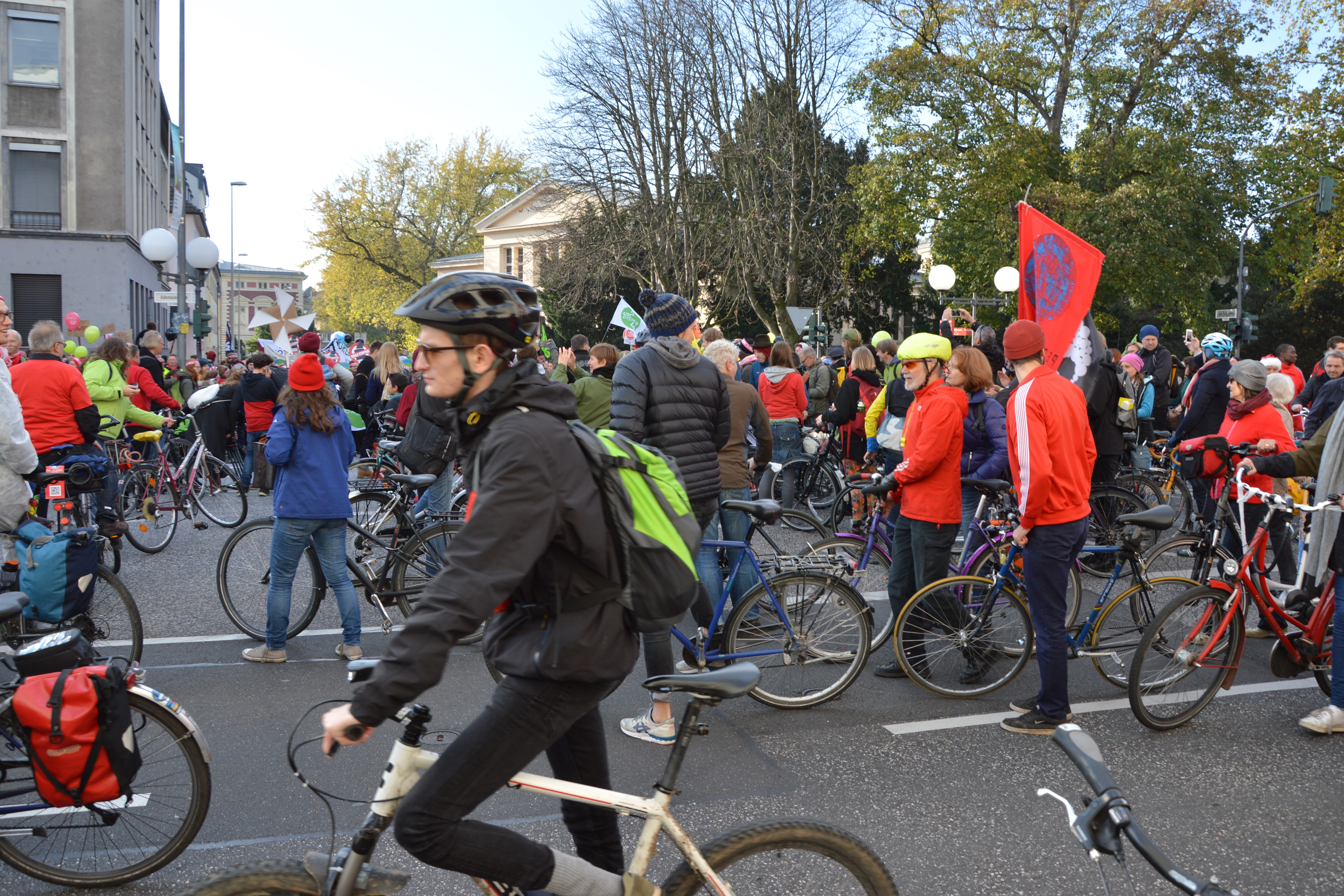
Cicloraduno del 4 novembre.

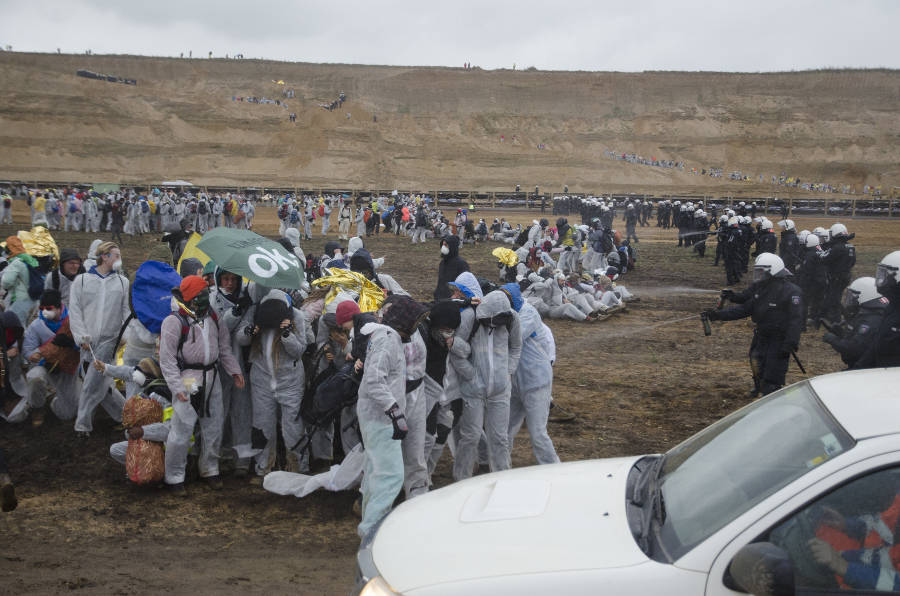
Manifestazione Ende Gelände del 5 novembre.

Le proteste organizzate nel corso della Conferenza sono state principalmente dirette contro la natura non vincolante dell'Accordo di Parigi del 2015. Inoltre, è stata criticata la mancanza di volontà politica di eliminare gradualmente il carbone.
Dal 3 al 7 novembre si è svolto a Bonn il "Vertice dei popoli sul clima". Secondo gli organizzatori, un'alleanza di organizzazioni non governative, questo vertice alternativo per la giustizia climatica globale ha avuto diverse migliaia di partecipanti. Le tavole rotonde e i seminari si sono concentrati più sulla pratica che sulla teoria. Tra le altre cose, le richieste riguardavano la fine dello «stile di vita imperiale» nelle società ricche e un cambiamento culturale nella vita quotidiana. Il «buen vivir» (sumak kawsay, in lingua quechua) è un concetto contemporaneo purché sia destinato ad essere valido in tutto il mondo. Il cambiamento strutturale dall'energia dalle fonti fossili a quella sostenibile deve avvenire rapidamente ma in modo socialmente giusto. La protezione del clima con nuove tecnologie su larga scala come l'ingegneria climatica è troppo rischiosa e porta solo a nuovi problemi.
Con il cicloraduno denominato Massa critica (Critical Mass) all'insegna del motto «Pedalare in autostrada» (ma non è stato autorizzato l'ingresso nell'autostrada federale A555 da Colonia a Bonn) circa 5.000 partecipanti hanno manifestato sabato 4 novembre per la protezione del clima e la sostenibilità dei trasporti.
Il 4 novembre sulla Münsterplatz di Bonn si è tenuta la manifestazione "Salviamo il clima – Stop al carbone!" con slogan come «Lasciatelo sotto terra!», «Aria pulita invece di profitti sporchi», «Stop alle miniere a cielo aperto, fuori dal carbone», per l'eliminazione graduale del carbone in Germania e una transizione energetica globale.
La manifestazione è stata promossa da oltre cento organizzazioni per i diritti civili, la natura e la protezione dell'ambiente, tra cui l'Associazione tedesca per la conservazione dell'ambiente e della natura (BUND) e Greenpeace, nonché organizzazioni umanitarie delle Chiese cristiane.
Secondo gli organizzatori alla manifestazione hanno partecipato 25 000 persone (10 000, secondo la polizia).
Il 5 novembre l'Associazione per la tassazione delle transazioni finanziarie e per l'aiuto ai cittadini (ATTAC) e il movimento Ende Gelände hanno lanciato un appello alla disobbedienza civile nella zona mineraria di Hambach, a ovest di Colonia, contro la produzione di energia elettrica dalla lignite. Alla manifestazione hanno partecipato diverse migliaia di persone che hanno fatto irruzione nella miniera a cielo aperto di Hambach. Il concessionario RWE ha dovuto fermare due escavatori a tazze e i nastri trasportatori. La polizia ha disperso gli attivisti utilizzando spray al peperoncino, alcuni dei quali sono stati fermati e identificati.
Alle manifestazioni hanno partecipato anche i Pacific Climate Warriors, attivisti provenienti dagli stati insulari dell'Oceano Pacifico, che hanno spiegato che l'estrazione del carbone tedesco sta causando distruzione nel Pacifico e in tutto il mondo e che l'utilizzo dei combustibili fossili deve essere fermato.
Con l'inizio del Carnevale renano, l'11 novembre alle 11:11, ha avuto luogo una manifestazione in costuni carnevaleschi all'insegna del motto 
«Fermate il cambiamento climatico». Circa 2.000 persone si sono recate dal centro di Bonn al Centro congressi; allo stesso tempo circa 3.000 persone si sono riunite in Münsterplatz per una «Giornata d'azione per il clima mondiale».

## Pubblicazioni
- (EN) Conferenza delle Parti, Report of the Conference of the Parties on its twenty-third session, held in Bonn from 6 to 18 November 2017, UNFCCC, 8 febbraio 2018.